# Marcell Jansen
Marcell Jansen, nemški nogometaš, * 4. november 1985, Mönchengladbach, Zahodna Nemčija.
Jansen je nemški nogometaš.